# Тали (Њујорк)
Тали (енгл. Tully) град је у америчкој савезној држави Њујорк.

## Демографија
По попису из 2010. године број становника је 873, што је 51 (-5,5%) становника мање него 2000. године.
| Група             | 2000.       | 2010.       |
| Белци             | 897 (97,1%) | 816 (93,5%) |
| Афроамериканци    | 1 (0,1%)    | 16 (1,8%)   |
| Азијати           | 1 (0,1%)    | 13 (1,5%)   |
| Хиспаноамериканци | 7 (0,8%)    | 8 (0,9%)    |
| Укупно            | 924         | 873         |